# キドニーグリル

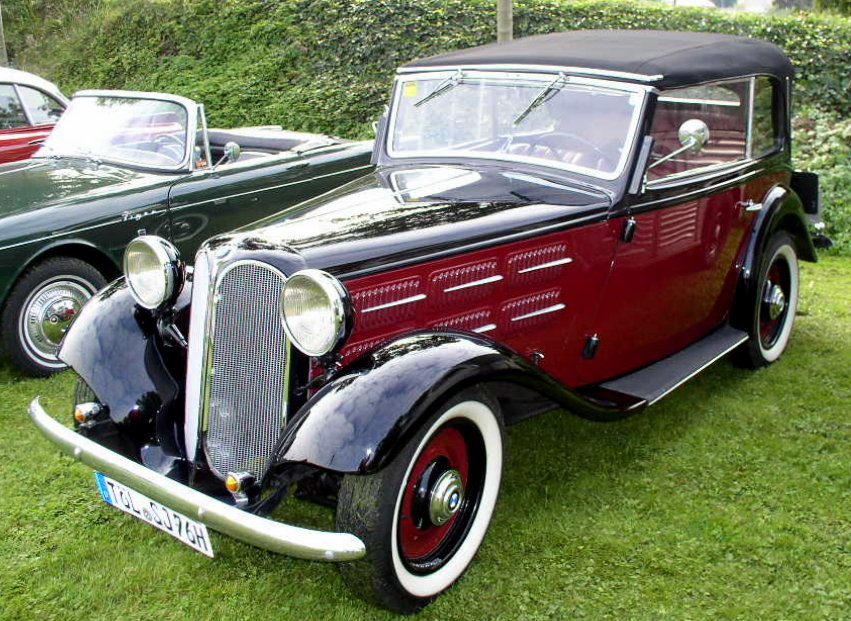
BMW・303 。1934年にカブリオレとして初めて分割されたフロントグリルを備えた。

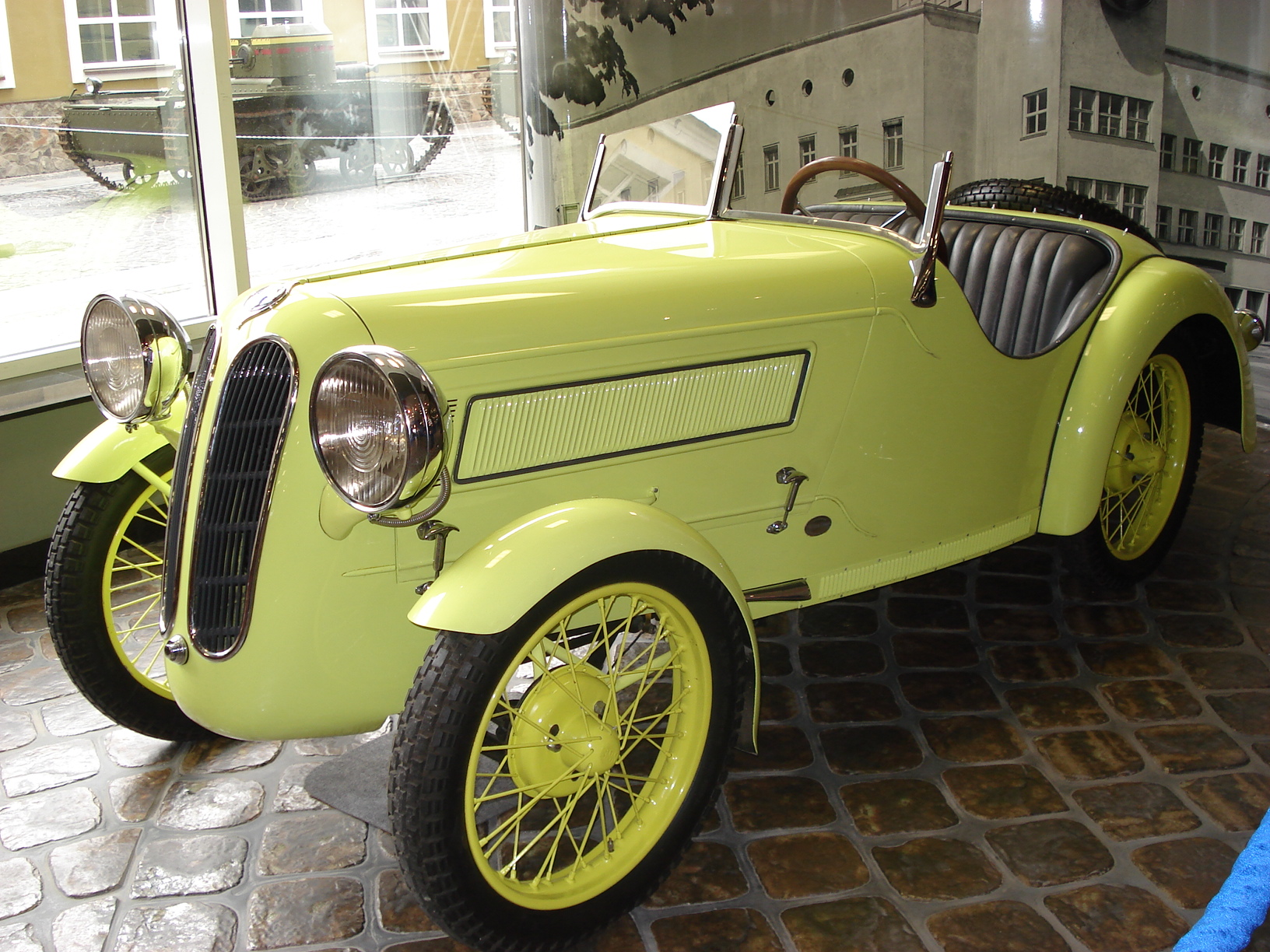
Ihle-BMW

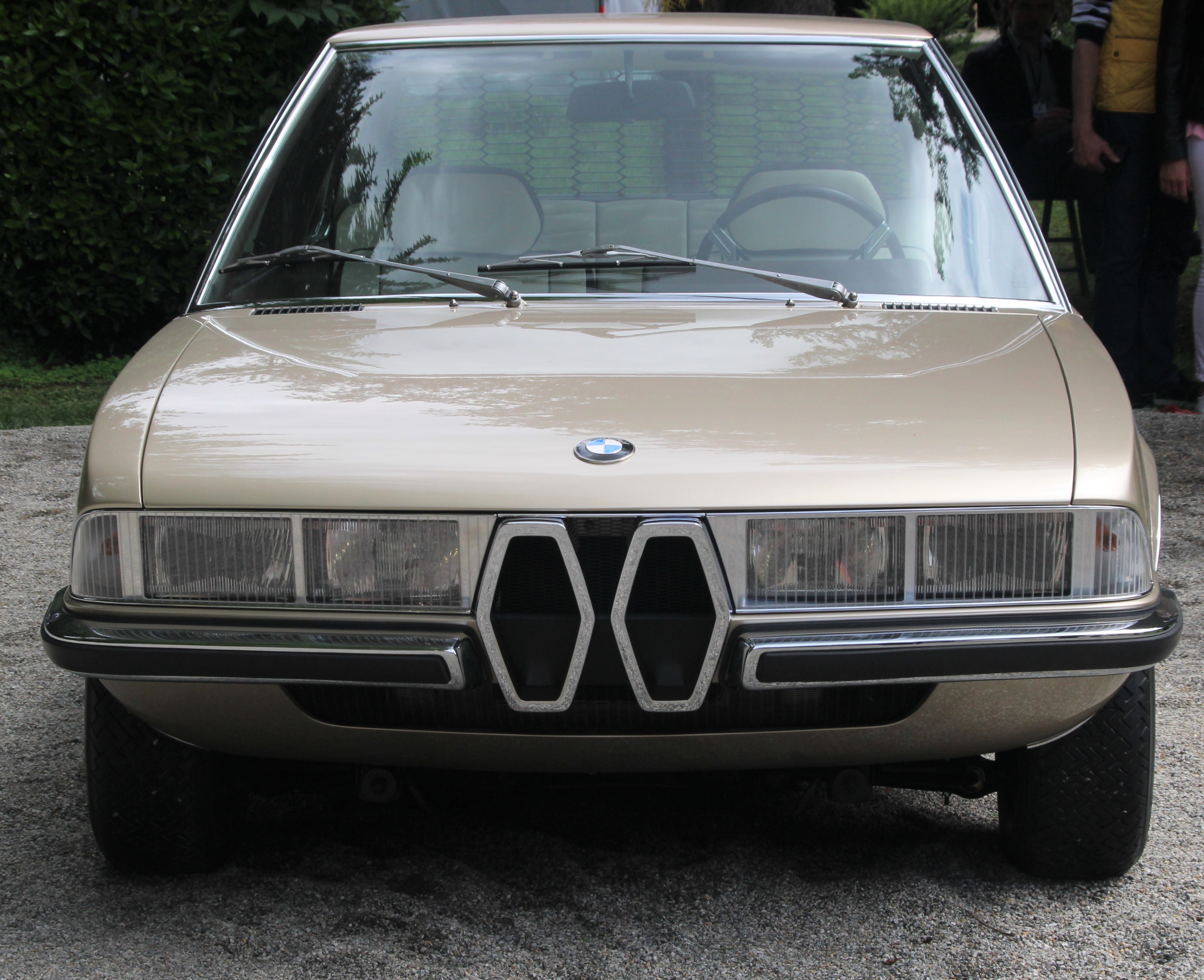
コンセプトカー「ガルミッシュ（Garmisch）」（1970年; BMWによる2019年のレプリカ）

キドニーグリル（英語: Kidney grill、ドイツ語: Nierengrill、ドイツ語: BMW Niere）は、長年にわたり全てのBMW車に採用されている特徴的な2分割型の丸みを帯びたラジエーターグリルである。英語のkidneyと、ドイツ語のNiereはどちらも腎臓を意味する。

## 始まり
BMW車のキドニーグリルは、ブルッフザールを拠点とするコーチビルダー・イーレ（Ihle）によって導入されたと言われる。1932年から、IhleはBMW 3/15 hp（DA 4）用の2シーターロードスター車体を供給していた。これらは既に腎臓型のラジエーターグリルを備えていたと言われており、BMWはすぐにブランドの特徴的な様式としてこれを採用した。
会社の説明によれば、BMWは腎臓形ラジエーターグリルを1933年にBMW・303で初めて使用した。社史において、ホルスト・メンニッヒは、1932年にチーフデザイナーとしてホルヒからBMWに移ってきたフリッツ・フィードラーについて以下のように書いている: 「フィードラーの手書きの絵ではラジエーターが目立っていた。彼はわずかに傾いた形状にデザインして、空気抵抗を減らすために角を丸くした。これによって自然にいわゆるBMW Niereが生まれた」。
1936年以降のBMW・326では、ラジエーターグリルは細くなり、BMW・501/502では横に吸気口が追加された。BMW・507は非常に新しいデザインを採用した。吸気口は幅広で、左右に分かれてはいるものの、キドニーグリルとはとても形容できないものであった。
BMW・1500が登場した1962年以降、全てのモデルが多かれ少なかれ修正・縮小されたキドニーグリルを採用した。この様式的要素を維持することは、1960年頃からBMWの主要株主であったヘルベルト・クヴァントからの要求であった。クヴァントの要求に応じて、BMW・1500のデザインにキドニーグリルが追加された。

## 1975年以降の発展
303以降、基本的に縦長のデザインで推移してきたキドニーグリルが、最も小さく、かつ限りなく四角形に近づいたのは、1978年に発表されたBMW初のミッドシップスポーツカー、M1である。細長く絞り込まれたフロントノーズはデザイン可能な面積も大幅に限られていたため、結果として「BMW史上最も小さいキドニーグリル」ともなった。このデザインは、後年のZ1や初代8シリーズ（E31）にも影響を与えている。

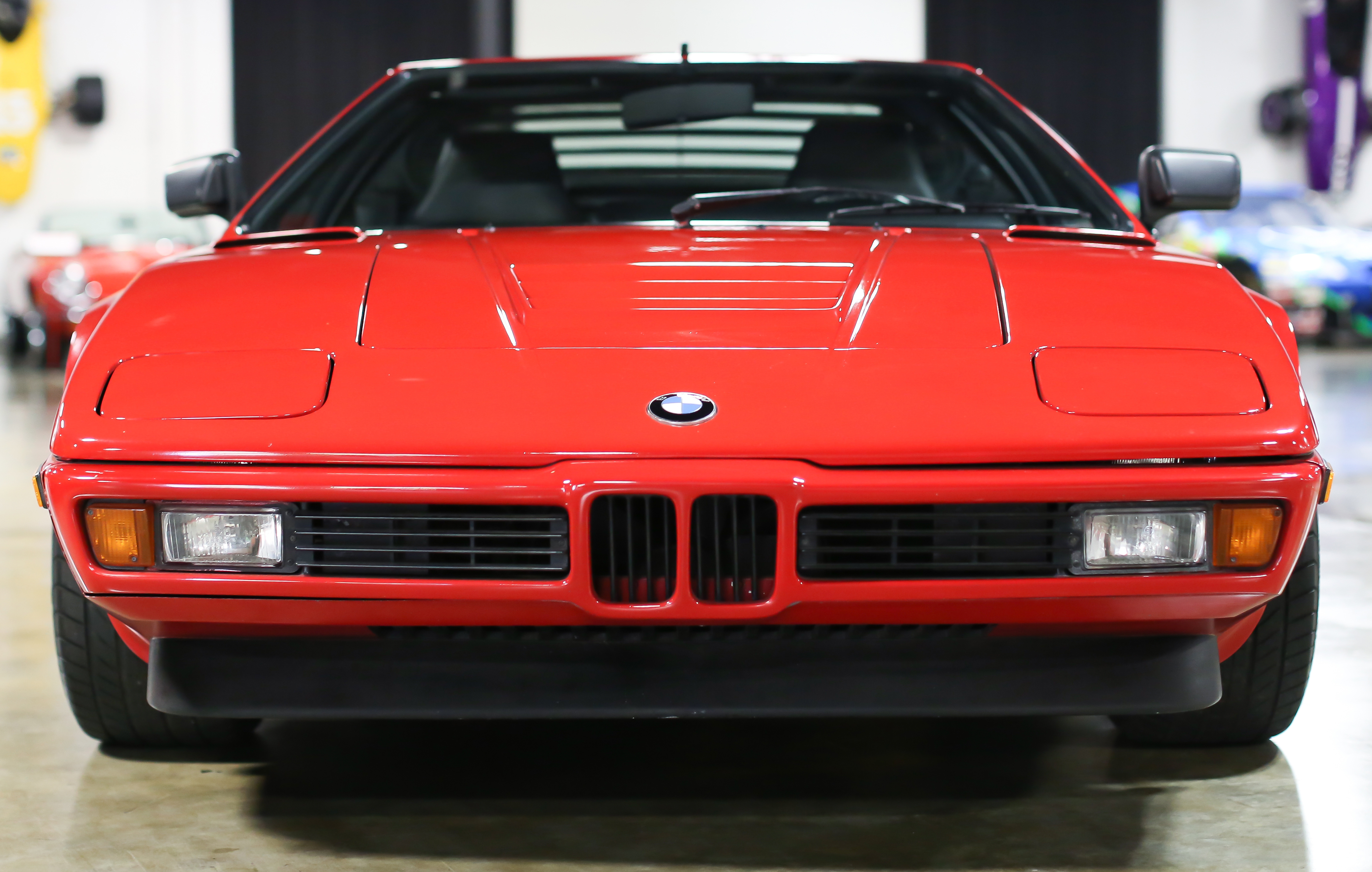
M1

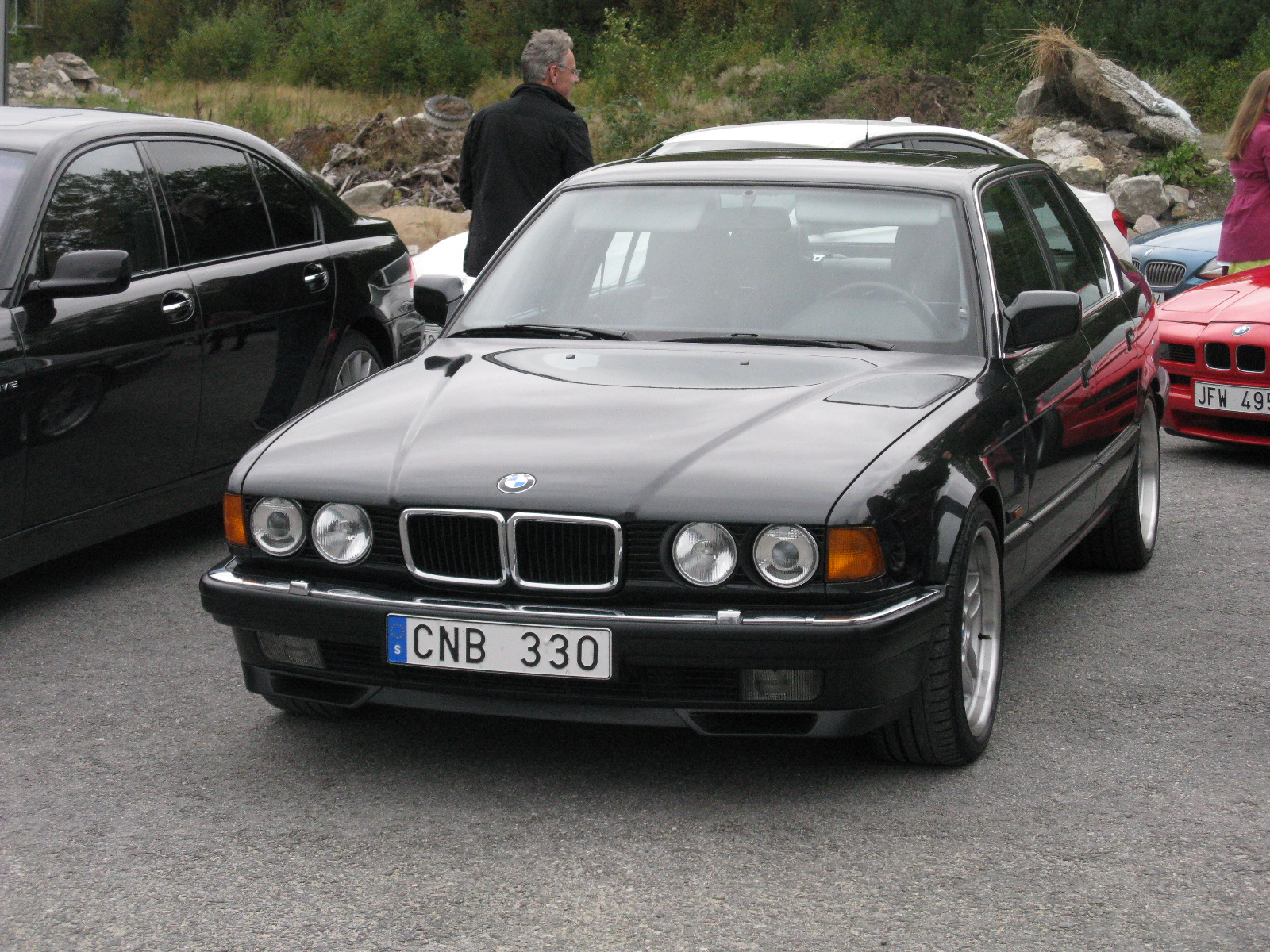
750i（E32）

その後、1986年登場の2代目7シリーズ（E32）では、史上初めて明確に横長のデザインを持ったキドニーグリルが出現した。BMW初のV型12気筒エンジンを搭載した「750i」「750iL」には、下位グレードとの差別化のために大きな横長のキドニーグリルが装着されていた。横長のキドニーグリルは同時期の3シリーズ（E36）や5シリーズ（E34）でも採用され、現在まで続くBMWのデザインモチーフとなった。
2015年に登場した6代目7シリーズ（G11）のキドニーグリルには「アクティブエアストリーム」という新機能が搭載された。これは、エンジンやブレーキの冷却のために空気を取り入れる必要がない時に、エアベントを備えたラジエーターグリルを電動で閉じて空気抵抗を低減する機能である。

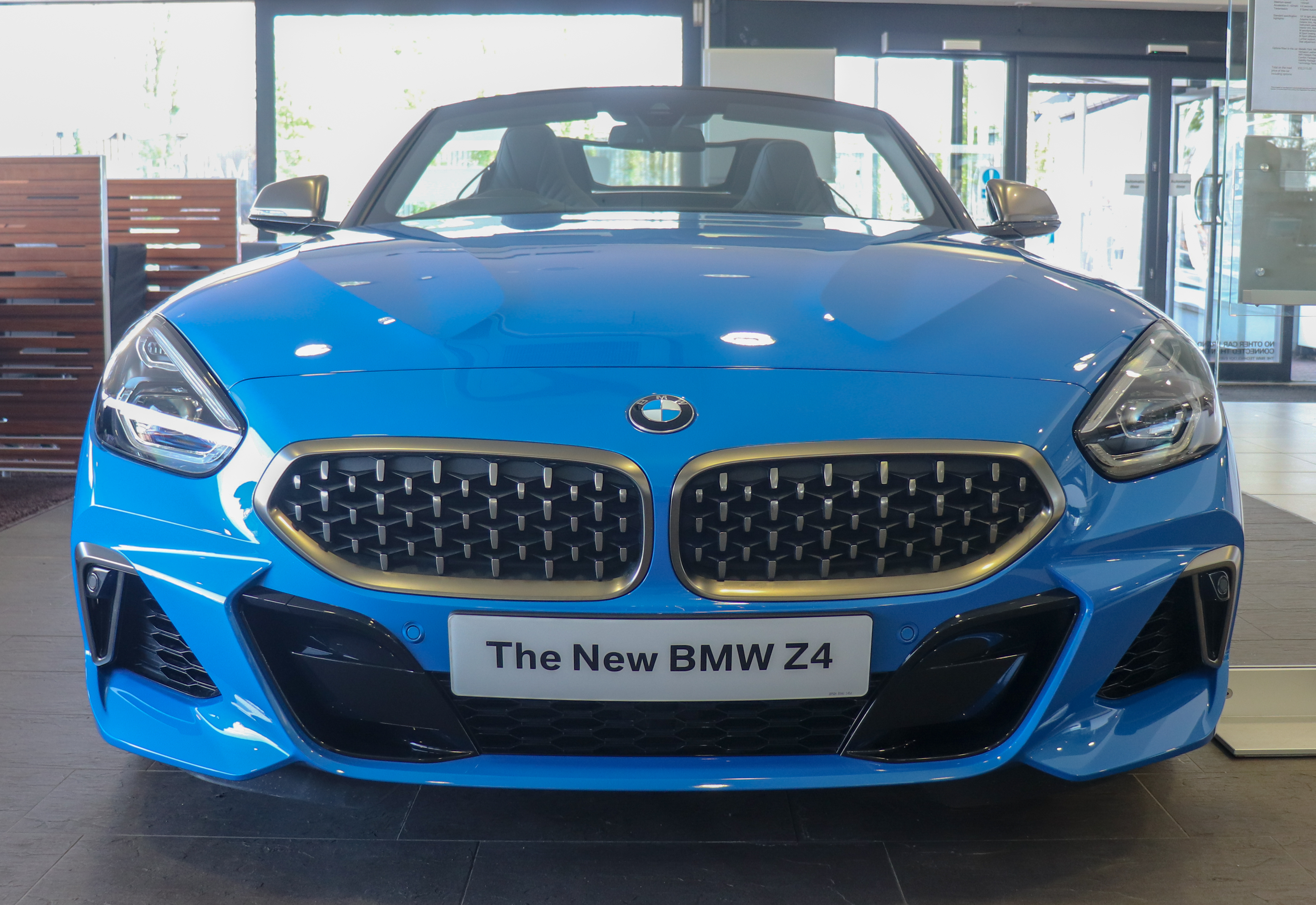
Z4（G29）

2018年に登場した2代目8シリーズ（G14/G15/G16）および3代目Z4（G29）のキドニーグリルは横幅がさらに広げられ、形状も角ばった五角形に変化した。また、上部よりも下部を広げた形状とすることで、低いフォルムを強調する狙いがある。

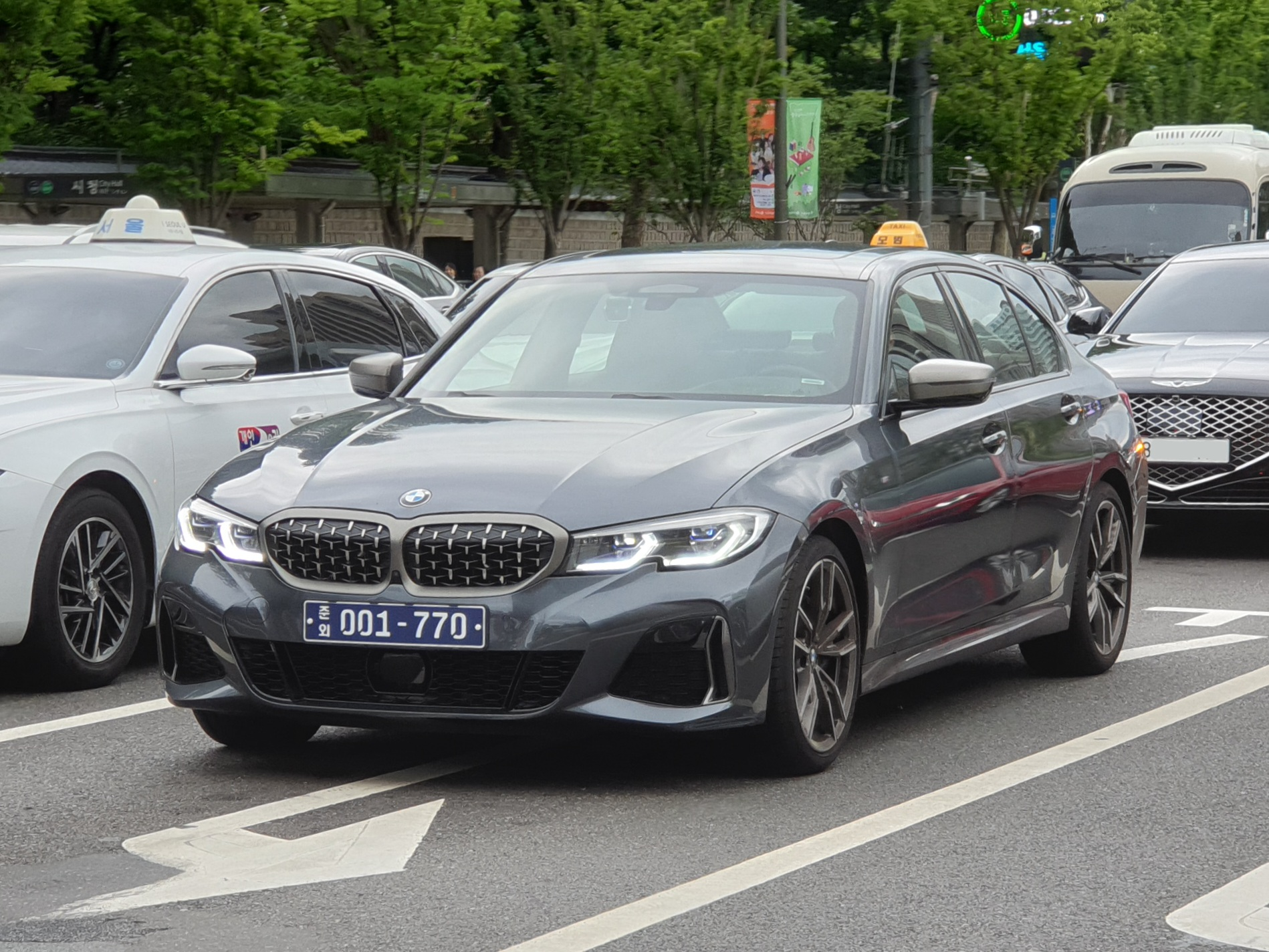
M340i（G20）

同じく2018年に登場した7代目3シリーズ（G20）のキドニーグリルは、グリルの上辺をボンネットのキャラクターラインに届くほど高い位置に置き、さらにグリルの両端を左右のヘッドライトの上辺とつなぐことで、水平方向への広がりを視覚的にアピールしている。メッシュ部の処理にも変化があり、「M340i xDrive」では従来の縦型のバーに代わって「ナゲット」と呼ばれる装飾を配したデザインが採用された。
以上のように近年はもっぱら大型化を続けているキドニーグリルであるが、Z4や8シリーズ、3シリーズが横方向に拡大される一方で、7シリーズやX7では全方向に拡大されるなど、車種ごとに拡大する方向は差別化されている傾向がある。

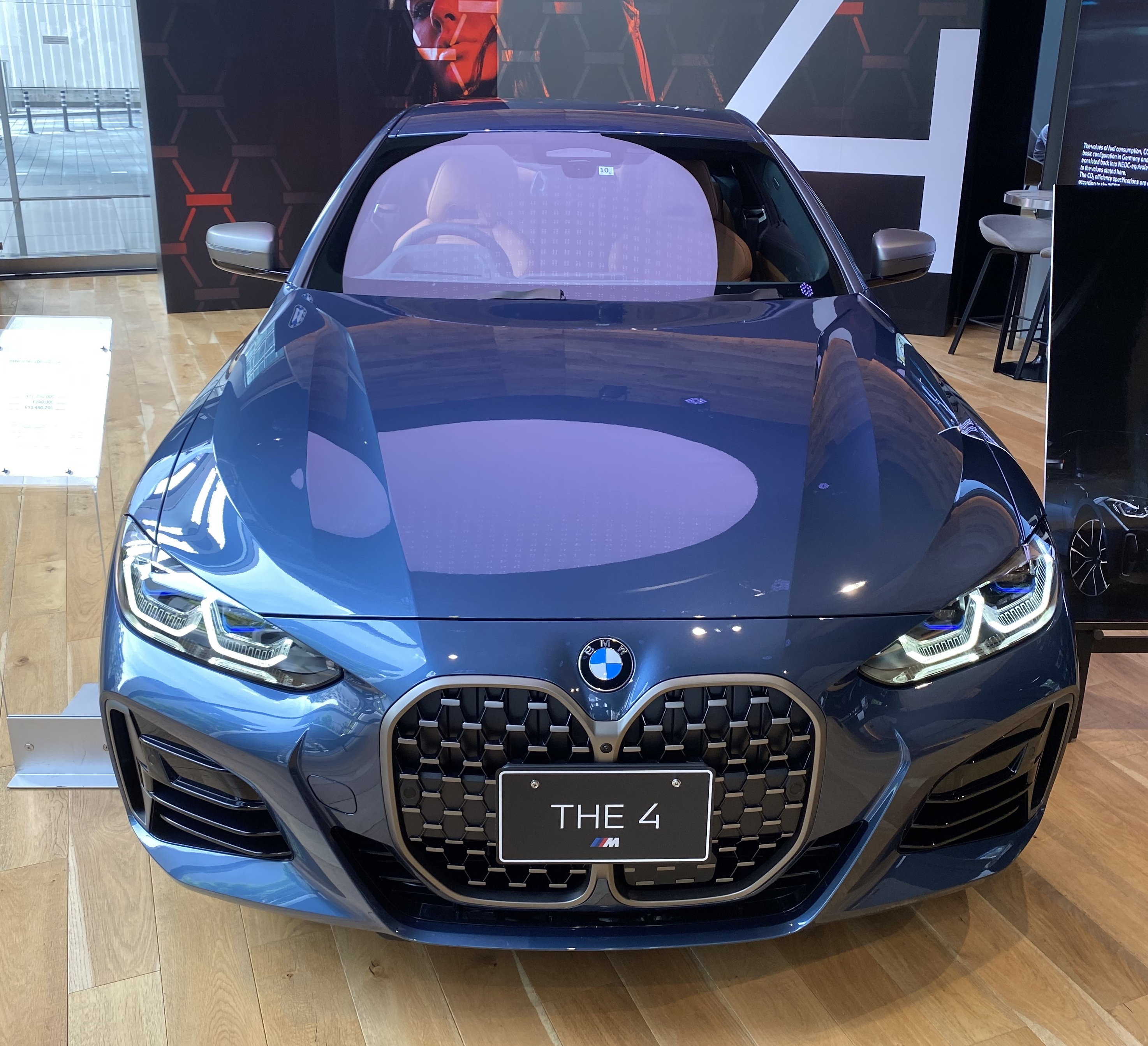
4シリーズ（G22）

そのような中で「縦方向」に拡大されたキドニーグリルも出現した。2019年の第68回フランクフルト国際モーターショーに出展された次期4シリーズのコンセプトモデル「コンセプト4」は、フロントマスクの中央に縦長の巨大なキドニーグリルを配している。BMWによれば、この縦長グリルは往年の名車「328」や「3.0CS」をモチーフにしたものであるという。この縦長グリルは「コンセプト4」の量産型となる2代目4シリーズ（G22）を筆頭に、6代目M3（G80）やiXに順次適用された。

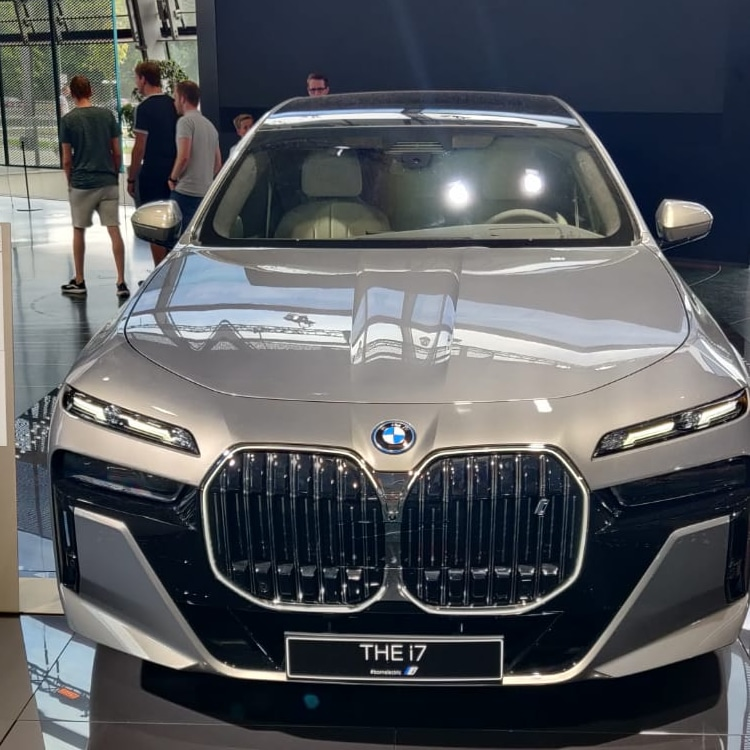
i7（G70）

キドニーグリルはその後も7代目7シリーズ（G70）で長方形に近い形状に変更されるなど、BMWがデザイン面での変革を模索していることがうかがえるが、行き過ぎたグリルの巨大化に対して「鼻の穴」と揶揄されるなど、自動車愛好家を中心に一部では否定的な意見もある。

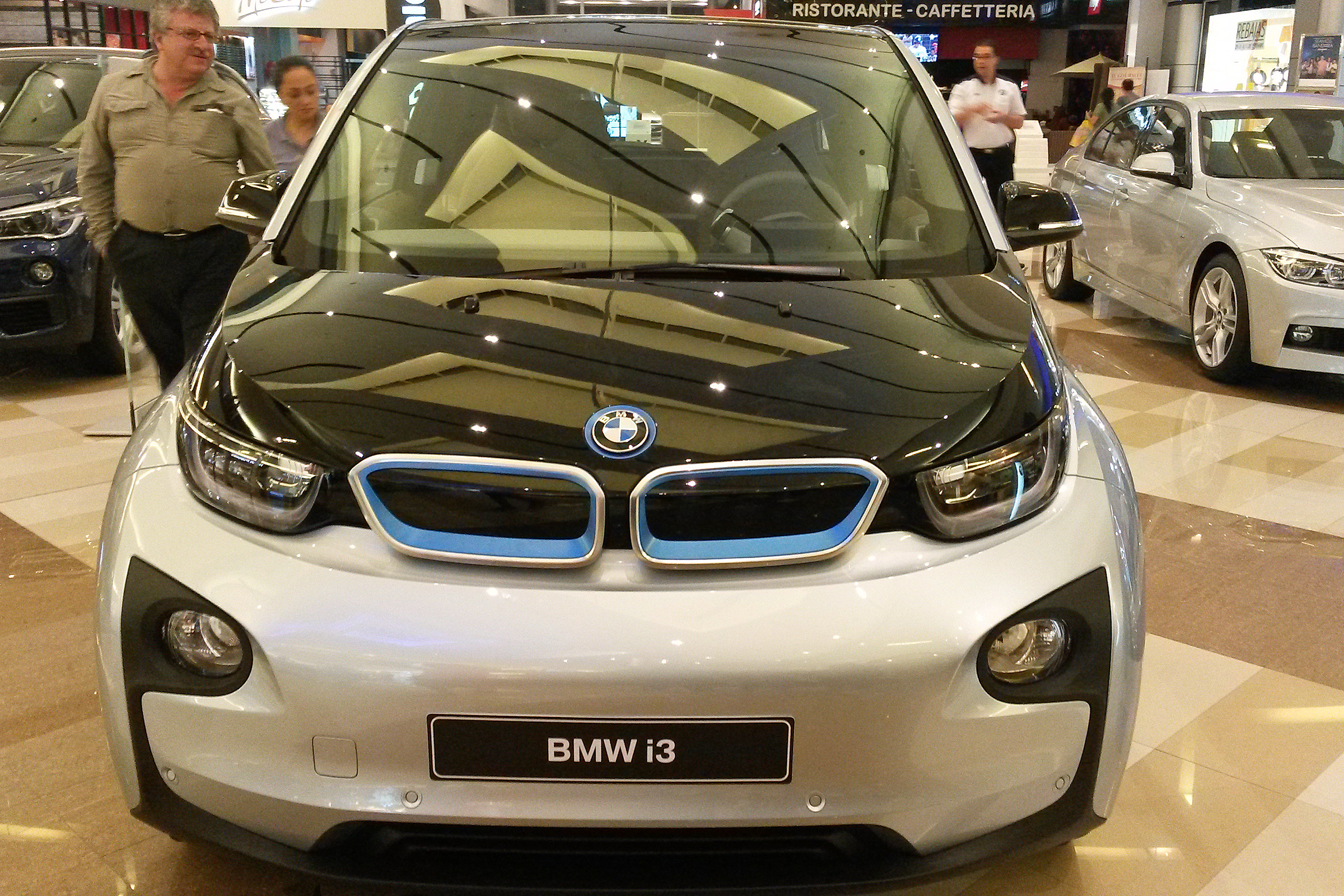
i3

一方で、近年のBMWが展開している電気自動車サブブランドの「BMW i」では、キドニーグリルは空気を取り入れるという本来の機能を持つ必要がないため、グリル自体はダミーとし、ブランドのアイデンティを際立たせるためのデザイン要素として扱われている。そのためグリルの内部は塞がれており、開口していない。